# روضةالواعظین
روضة الواعظین و بصیرة المتعظین اثر محمد بن حسن فتّال نیشابوری (وفات ۵۰۸ ه.ق) کتابی دربارهٔ زندگی دوازده امام است. این کتاب با توجه به قدمت آن و — این‌که به آثار گذشته که از بین رفته‌اند، دسترسی داشته — از منابع اصلی و ارزشمند در زمینهٔ تاریخ شیعه است. ویژگی این کتاب آن است که از منابع گذشته در نگارش شرح‌حال چهارده معصوم استفاده کرده‌است. بخش دوم کتاب احادیث دینی و اخلاقی را شامل می‌شود.